# Orquesta de Casa Loma
La Orquesta de Casa Loma era una popular banda de baile activa desde 1927 hasta 1963. Desde 1929 hasta el gran incremento de bandas de swing en 1935, la Orquesta de Casa Loma era una de las mejores bandas de baile de Norteamérica. Con la caída de la industria de las grandes bandas seguido del final de la Segunda Guerra Mundial, se separó en 1947. Sin embargo, de 1957 a 1963, volvió a emerger como una banda de sesión de grabación en Hollywood, formadas por músicos de estudio prestigiados bajo la dirección de su líder más notable del pasado, Glen Gray. La banda reconstituida realizó un número limitado de presentaciones en vivo y en televisión y grabaron quince álbumes LP para Capitol Records antes de la muerte de Gray en 1963.

## Historia
Los futuros miembros de la banda llegaron juntos en 1927 bajo el nombre de Orange Blossoms, uno de los varios grupos del área de Detroit que salió de la oficina de Jean Goldkette. La banda adoptó el nombre de Casa Loma en el momento de sus primeras grabaciones en 1929, poco después de haber jugado un compromiso de ocho meses en el Hotel Casa Loma en Toronto. En realidad la banda nunca se presentó en Casa Loma bajo ese nombre, en ese tiempo aún aparecían como Orange Blossoms.
En 1930 la Orquesta de Casa Loma fue incorporada oficialmente en Nueva York como una corporación con todos los miembros como propietarios/accionistas y miembros del consejo de la misma. Los miembros de la banda fueron contratados en función de su competencia “musical y agradable” y siguiendo una conducta estricta y normas financieras. Debido a que la banda operaba en grupo a diferencia de muchas otras bandas que tenían un “líder” para el cual trabajaban, la banda mantenía una colección extremadamente estable de personal, que no cambió mucho con el paso de los años. (Hubo un periodo en el que los directores de orquesta no pensaban dos veces respecto a tomar músicos de otras bandas en el momento que ellos quisieran y despidiendo a aquellos que eran reemplazados en muchos casos con poco o sin ningún aviso dado) Los integrantes que rompían las reglas, podían ser citados ante el consejo, comprar la totalidad de su contrato y ser expulsados de la banda.
Los primeros años el violinista Hank Biagini estuvo al frente de la banda, también el líder eventual, el saxofonista Glen Gray (1900-1963) quien desde el principio estaba a favor de la igualdad entre los integrantes del equipo. Los arreglos complejos involucraron a músicos talentosos como el trombonista Pee Wee Hunt, guitarrista S. Jack Blanchette, los trompetistas Frank L. Ryerson y Sonny Dunham, clarinetista Clarence Hutchenrider, baterista Tony Briglia y cantante Kenny Sargent. Los arreglos fueron hechos por Gene Gifford, quien también compuso gran parte del libro de bandas, Spud Murphy, Larry Wagner, Salvador "Tutti" Camarata y Horace Henderson. Los arreglos de Gifford fueron acreditados en gran parte por darle sonido a la banda, pero incluso él fue víctima de las estrictas reglas de la banda, siendo eliminado de la banda en 1935 debido a infracciones relacionadas con el alcohol.
El representante de la banda, Cork O'Keefe, se volvió vicepresidente en la corporación y reservó lugares como Glen Island casino, que ayudaron a popularizar, y el Essex House Hotel, que dio lugar a su creciente fama a través del radio antes y durante la "swing era" de 1935 a 1946.
En 1944, Eugenie Baird se convirtió en la primera mujer vocalista que colaboró con la Orquesta de Casa Loma.

## Radio
Sus apariciones a mediados de 1930 en el programa de comedia de radio, Camel Caravan (introducidos con su tema, "Smoke Rings") aumentaron su popularidad. Curiosamente, Gray decidió no dirigir la banda los primeros años sino tocar el saxofón mientras el violinista Mel Jenssen fue el director. En 1937, la banda votó a favor de Glen para dirigir la orquesta y fue cuando Gray finalmente aceptó el trabajo.
Sus éxitos incluían "Casa Loma Stomp," "No Name Jive" and "Maniac's Ball". Parte de la razón del declive de la banda es que otras grandes bandas incluyeron en sus libros números de hard-swing imitando el estilo de Casa Loma. A finales de la década de 1930 Gray llevó la facturación y a media's de 1940 (como los músicos originales se fueron) Gray llegaría a poseer la banda y el nombre de Casa Loma. Por un tiempo, durante este periodo, la banda colaboró con el guitarrista Herb Ellis, el trompetista Bobby Hackett, el pianista Nick Denucci y el cornetista Red Nichols. Para 1950, la banda de Casa Loma había dejado de viajar, Gray se retiró a Massachusetts, y las siguientes grabaciones en Capitol (empezando por Casa Loma en Hi-Fi en 1956 y continuando con Sounds of the Great Bands series ) fueron hechos por músicos de estudio en Hollywood (con varias colaboraciones con exalumnos de Gray).

## Grabaciones
En octubre de 1929 la banda debutó en Okeh Records. El siguiente año, firmaron con Brunswick donde grabaron hasta 1934. Grabaron brevemente para Victor en 1933 como "Glen Gray y su Orquesta", el nombre de Casa Loma estaba bajo contrato con Brunswick. A finales de 1934, siguieron a Jack Kapp a los recién formados Decca Records y estuvieron bien ahí durante la era LP cuando firmaron con Capitol. La mayoría de Okey y muchos de Brunswick eran totalmente jazz (aunque muy ensayado) y siguen siendo altamente coleccionables.

## Películas
En 1942, la orquesta filmó un cortometraje con la Warner Bros., "Glen Gray y la Orquesta de Casa Loma" que incluía las canciones "Hep and Happy", "Purple Moonlight", "Broom Street" y "Darktown Strutters Ball".
Universal Studios produjo un filme corto, Smoke Rings, colaborando con la Orquesta de Casa Loma. Estrenado el 28 de julio de 1943, en el filme participaron Eugenie Baird, Pee Wee Hunt, y The Pied Pipers. Incluía las canciones Can't Get Stuff in Your Cuff, That's My Affair, y Little Man with the Hammer. La banda también apareció en Jam Session (1944).